# Salah Ben Youssef
Ne doit pas être confondu avec Salah Ben Youssef (ministre).
Pour les articles homonymes, voir Youssef.
Salah Ben Youssef (arabe : صالح بن يوسف), né le 11 octobre 1907 à Maghraoua (Djerba) et mort assassiné le 12 août 1961 à Francfort-sur-le-Main (Allemagne), est un homme politique tunisien et l'un des principaux chefs de file du mouvement national tunisien.

## Jeunesse
Né à Maghraoua, petit village près de Midoun à Djerba, issus d'une lignée de commerçants influents et riches, il suit une formation d'avocat puis s'engage en politique où il est promis par ses qualités à l'avenir que lui assure son rôle de dauphin de Bourguiba.

## Carrière politique
Il commence sa carrière politique en tant que secrétaire général du Néo-Destour, poste où il joue un rôle de premier plan pendant l'exil de Bourguiba. En août 1950, il est désigné ministre de la Justice dans le gouvernement de M'hamed Chenik. Chargé de porter à l'ONU, réunie à Paris, une plainte tunisienne en mars 1952, il échappe de peu à l'arrestation et à la déportation. Alors qu'il voyage à travers le monde pendant plus de trois ans — où il est reçu par Gamal Abdel Nasser, Jawaharlal Nehru ou encore Zhou Enlai —, les accords avec la France sur l'autonomie interne sont signés.
Ce fait accompli sans lui et qu'il prend pour « un pas en arrière et une entrave » l'ulcère. L'évacuation des troupes françaises de l'ensemble du territoire tunisien est pour lui un préalable indiscutable à une véritable indépendance nationale.
De lieutenant et ami de Bourguiba, rentré au pays le 1er juin 1955, il devient son ennemi irréductible. Selon Ben Youssef, son adversaire est coupable de pratiquer une « politique de reniement et de trahison » à l'égard du peuple tunisien et de la révolution algérienne. Rentré pour sa part en Tunisie depuis Le Caire le 13 septembre, il met en œuvre un plan d'agitation dans tout le pays.

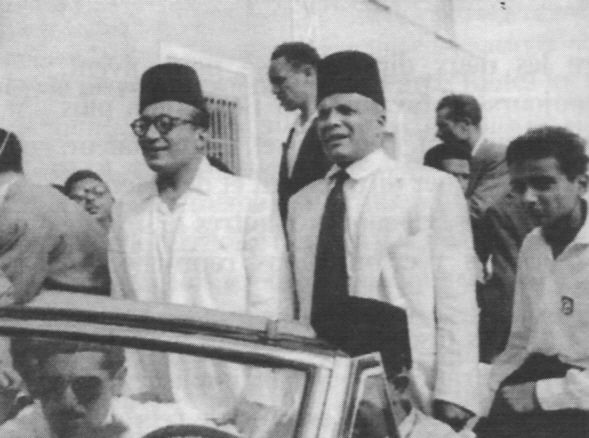
Arrivée de Salah Ben Youssef à Tunis le 13 septembre 1955 ; Bourguiba est à sa gauche.

Les partisans de Bourguiba et ceux de Ben Youssef, les « bourguibistes » et les « yousséfistes », multiplient alors les meetings pour dénoncer et battre en brèche la position de la partie adverse. Réuni le 8 octobre, sous la présidence de Bourguiba, le bureau politique du Néo-Destour décide de tenir un congrès et d'y demander la destitution de Ben Youssef et son exclusion du parti. Déchu de ses fonctions et exclu du parti à la suite du congrès tenu du 15 au 19 novembre, Ben Youssef continue à faire campagne dans le sud du pays où il organise à la fin novembre un certain nombre de réunions qui donnent lieu à des affrontements avec les partisans de Bourguiba.
Il reste néanmoins fidèle à son activisme jusqu'en janvier 1958.

## Exil et assassinat
À deux reprises, en janvier 1957 et en novembre 1958, Ben Youssef est condamné à la peine de mort. Mais son évasion, le 28 janvier 1956, lui permet d'échapper à ces deux sentences. Traqué, il fuit à Tripoli puis au Caire où il bénéficie d'une brouille passagère entre Bourguiba et Nasser. Conseillé par quelques officiers des services secrets égyptiens, il conçoit le plan d'ouvrir un second front en Tunisie, en lançant la lutte armée et en collaborant avec les représentants des maquis algériens présents à Tunis. Il est alors perçu comme « l'ennemi principal des Français et de Bourguiba ».
Mais bientôt sa présence en Égypte devient gênante. Toujours intraitable à l'égard de Bourguiba qui le reçoit une dernière fois à Zurich le 3 mars 1961, Ben Youssef, affecté d'un eczéma aux jambes, s'installe le 2 juin dans un hôtel de Wiesbaden, aux environs de Francfort, afin d'y suivre une cure thermale. Le 12 août, il est assassiné dans un hôtel de Francfort où l'attirent deux compatriotes.
Certaines sources publiées avancent que les protagonistes du projet d'élimination physique de Ben Youssef sont Bourguiba, son épouse Wassila, Mohamed Masmoudi, Hassen Belkhodja, Taïeb Mehiri et Béchir Zarg Layoun. Le ministre de l'Intérieur Mehiri aurait sollicité la contribution de deux personnages dont Zarg Layoun afin de recruter des hommes de main capables de passer à l'action. Le plan élaboré consiste à faire croire à Ben Youssef que des officiers de l'armée tunisienne veulent le voir pour l'informer et affiner en sa présence un projet de coup d'État.

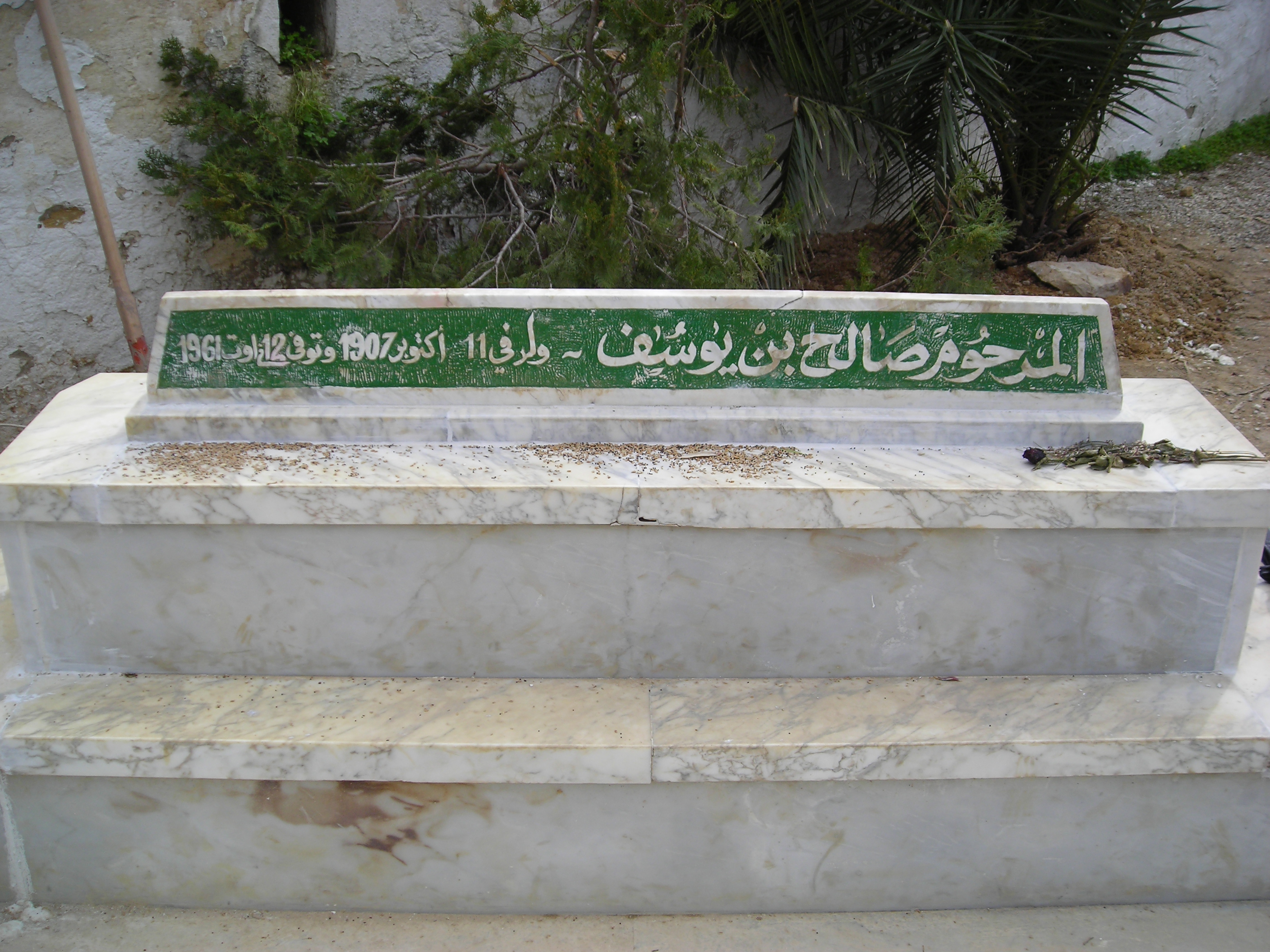
Tombe de Salah Ben Youssef.

Moins de vingt jours après la fin de la crise de Bizerte et profitant de l'euphorie patriotique des Tunisiens, Bourguiba juge que le moment est propice pour se débarrasser de son principal rival politique. Arrivé à Francfort, Ben Youssef laisse son épouse Soufia dans un café de la Kaiserstrasse et se dirige vers l'hôtel Royal situé dans la même rue, où il est accueilli par deux hommes de main. Il monte avec eux dans leur chambre pour étudier le plan, mais l'un d'eux l'abat, à bout portant et d'une seule balle, vers 16 h 30. Ce n'est que trois heures plus tard que son épouse le découvre baignant dans son sang. Tombé dans le coma, il est conduit à l'hôpital universitaire de Francfort où il meurt vers 22 h 45 sans avoir repris connaissance.
Il est ramené au Caire puis y est inhumé avant que sa dépouille soit rapatriée en Tunisie et enterrée au carré des martyrs du cimetière du Djellaz. Sa veuve ne rentre en Tunisie que le 22 décembre 1987, après plus de trente ans d'exil au Caire. Elle est reçue le 2 janvier 1988 par le président tunisien Zine el-Abidine Ben Ali. En avril 2012, Al Jazeera Documentary Channel (en) diffuse un film qui retrace sa vie, produit par le Tunisien Jamel Dallali et intitulé Salah Ben Youssef, un crime d'État. Elle meurt le 31 janvier 2016.
Après les travaux de l'Instance vérité et dignité, la chambre criminelle spécialisée dans les affaires de justice transitionnelle au sein du tribunal de première instance de Tunis commence ses travaux le 16 mai 2019 avec comme accusés la présidence de la République, la garde présidentielle, le ministère de l'Intérieur, le ministère des Affaires étrangères, l'ambassade de Tunisie en Allemagne de l'Ouest, Bourguiba, Zarg Layoun, Hassan Ben Abdelaziz Ouerdeni, Abdallah Ben Mabrouk Ouerdeni, Mohamed Ben Khalifa Mehrez et Hmida Ben Tarbout. L'affaire est toutefois classée pour cause de décès pour Bourguiba, Zarg Layoun et Hassan Ouerdeni. Abdallah Ouerdeni et Khalifa Mehrez ne sont pas localisés et seul Ben Tarbout est auditionné par l'instance.

## Vie privée
Sa petite-fille, Leila Ben Youssef, est une athlète pratiquant le saut à la perche.